# 消除贫困
消除贫困，拯救国家（Garibi Hatao desh bachao）是英迪拉·甘地1971年竞选的主题和口号，后来也被她的儿子拉吉夫·甘地使用。 
与此口号相应的反贫困方案获得了印度全国性的支持。这种支持是以农村和城市贫民为基础，帮助英迪拉·甘地能够绕过州政府、地方政府为主导的政治环境，进而在农村种姓与城市商业阶层等人群中获得支持。